# Area 20 di Brodmann
L'area 20 di Brodmann (nell'acronimo inglese BA20) è una regione della corteccia cerebrale del cervello.

## Esseri umani
Questa regione è localizzata nel lobo temporale. Comprende la maggior parte della corteccia temporale ventrale, che si pensa sia coinvolta nella memoria riconoscitiva e nel processare in modo complesso stimoli visivi. L'area è conosciuta anche come area 20 temporale inferiore, secondo la classificazione citoarchitettonica delle regioni temporali. Negli umani corrisponde, approssimativamente, alla circonvoluzione temporale inferiore. Dal punto di vista citoarchietettonico confina a lato con l'area temporale media 21, rostralmente dall'area 38 temporo-polare e caudalmente dall'area occipitoparietale 37.

## Cercopithecus
La zona 20 di Brodmann è una suddivisione della corteccia cerebrale del guenon definita sulla base della citoarchitettura. È citoarchitettonicamente omologa alla area inferiore temporale20 umana. Caratteristiche distintive: la area 20 è simile all'area 19 di Brodmann per quanto riguarda l'abbondanza di piccoli tipi cellulari e al numero di cellule piramidali più grandi; ha uno strato granulare interno (IV) molto denso e ampio, composto quasi esclusivamente da cellule granulari, come nell'area 18 di Brodmann; ha un ampio, chiaro strato piramidale interno (V) con poche cellule ed uno strato multiforme distinto (VI). Le principali differenze rispetto alle aree 18 e 19 sono la minore densità cellulare; l'assenza di separazione dello strato piramidale esterno (III) nei sottolivelli 3a e 3b; infine il V strato è più distinguibile dal VI strato e, in media, ha una maggiore densità di cellule gangliari piramidali rispetto alle altre aree; il VI strato è più ampio, più diffuso e ha un minor numero di cellule che si concentrano nella parte esterna dello strato a formare un denso substrato 6a e un substrato 6b meno denso.